# 全アフリカ議会
全アフリカ議会（ぜんアフリカぎかい、英語: Pan-African Parliament, アラビア語: برلمان عموم أفريقيا, フランス語: Parlement Panafricain, ポルトガル語: Parlamento Pan-Africano, スペイン語: Parlamento Pan-Africano, スワヒリ語: Bunge La Afrika）は、アフリカ連合の立法府である。汎アフリカ議会（はんアフリカぎかい）とも呼ばれる。

## 概要
議会は総会・幹部会・事務局のほか、10の常設委員会で構成される。

### 総会
総会は全アフリカ議会における意思決定機関である。加盟国の代表者で構成される。
235人の代表があり、アフリカ連合に加盟する54国のうち47国の議会から代表者が選出される。加盟国の議会は議員5名を代表団として選出し、少なくとも1人は女性でなければならない。代表団の構成は、加盟国議会の政治的多様性を反映すべきである、と規定されている。

### 幹部会
幹部会は、アフリカの北・中央・東・西・南の各地域から選出された議長と4人の副議長で構成される。

### 事務局
事務局は、会議の開催、選挙の整理、職員管理などの任務を遂行し、事務総長、副事務総長および事務局職員で構成される。
現在の事務局体制は、
- 事務総長 - Vipya Harawa（マラウイ）
- 副事務総長（立法業務） - ガリ・ハラウ・マッサ（チャド）
- 副事務総長（財政、行政、人的資源） - ユスファ・ジェービー（ガンビア）